# Courteilles
Courteilles – miejscowość i gmina we Francji, w regionie Normandia, w departamencie Eure.
Według danych na rok 1990 gminę zamieszkiwało 155 osób, a gęstość zaludnienia wynosiła 25 osób/km² (wśród 1421 gmin Górnej Normandii Courteilles plasuje się na 744. miejscu pod względem liczby ludności, natomiast pod względem powierzchni na miejscu 594.).